# ناوچه زانکت نیکولای
ناوچه زانکت نیکولای (به انگلیسی: Russian frigate Sankt Nikolai) یک کشتی بود.